# Rouvy
 (novembre 2023).
La mise en forme du texte ne suit pas les recommandations de Wikipédia : il faut le « wikifier ».
Les points d'amélioration suivants sont les cas les plus fréquents. Le détail des points à revoir est peut-être précisé sur la page de discussion.
- Les titres sont pré-formatés par le logiciel. Ils ne sont ni en capitales, ni en gras.
- Le texte ne doit pas être écrit en capitales (les noms de famille non plus), ni en gras, ni en italique, ni en « petit »…
- Le gras n'est utilisé que pour surligner le titre de l'article dans l'introduction, une seule fois.
- L'italique est rarement utilisé : mots en langue étrangère, titres d'œuvres, noms de bateaux, etc.
- Les citations ne sont pas en italique mais en corps de texte normal. Elles sont entourées par des guillemets français : « et ».
- Les listes à puces sont à éviter, des paragraphes rédigés étant largement préférés. Les tableaux sont à réserver à la présentation de données structurées (résultats, etc.).
- Les appels de note de bas de page (petits chiffres en exposant, introduits par l'outil «  Source ») sont à placer entre la fin de phrase et le point final[comme ça].
- Les liens internes (vers d'autres articles de Wikipédia) sont à choisir avec parcimonie. Créez des liens vers des articles approfondissant le sujet. Les termes génériques sans rapport avec le sujet sont à éviter, ainsi que les répétitions de liens vers un même terme.
- Les liens externes sont à placer uniquement dans une section « Liens externes », à la fin de l'article. Ces liens sont à choisir avec parcimonie suivant les règles définies. Si un lien sert de source à l'article, son insertion dans le texte est à faire par les notes de bas de page.
- La présentation des références doit suivre les conventions bibliographiques. Il est recommandé d'utiliser les modèles {{Ouvrage}}, {{Chapitre}}, {{Article}}, {{Lien web}} et/ou {{Bibliographie}}. Le mode d'édition visuel peut mettre en forme automatiquement les références.
- Insérer une infobox (cadre d'informations à droite) n'est pas obligatoire pour parachever la mise en page.

Pour une aide détaillée, merci de consulter Aide:Wikification.
Si vous pensez que ces points ont été résolus, vous pouvez retirer ce bandeau et améliorer la mise en forme d'un autre article.
 (novembre 2023).
 Rouvy est une application de cyclisme d’intérieur qui se base sur des séquences vidéo 2D prises en extérieur de milliers d’itinéraires cyclistes. Elle reprend les caractéristiques physiques des utilisateurs (poids et taille) et intègre des éléments virtuels, notamment les avatars des cyclistes. Il en résulte un environnement virtuel en 3D que l’on appelle « itinéraire augmenté ». Celui-ci est alors projeté sur un écran (télévision, ordinateur ou téléphone mobile) tandis que le cycliste est installé sur son vélo en intérieur. Les cyclistes peuvent recourir à un « home trainer » connecté qui reproduit un trajet réel en augmentant ou diminuant la résistance du pédalage, de manière à simuler la pente parcourue sur l’itinéraire augmenté . Cette interconnexion permet à Rouvy d’offrir à ses utilisateurs une expérience de cyclisme en intérieur proche de la réalité.
L’application permet de participer à diverses activités liées au cyclisme, notamment à des montées, des courses contre la montre, des compétitions, des sorties en groupe, des entraînements suivant des plans structurés ou encore des entraînements par intervalle. En outre, elle fournit des données et analyses détaillées sur les performances des cyclistes, leur permettant de suivre leurs progrès au cours du temps.

## Historique
L’entreprise VirtualTraining, détenant la marque Rouvy, est acquise en août 2021 par la société d’investissement Pale Fire Capital, lui permettant de se développer à l’échelle mondiale.
Aujourd’hui, la plateforme compte plus de 700 000 cyclistes et athlètes, amateurs comme professionnels, dans le monde entier. La plupart des utilisateurs sont aux États-Unis, en Grande-Bretagne et en Allemagne. En 2021, ils ont parcouru 76 millions de kilomètres sur plus de 14 000 itinéraires différents .
En 2020, Rouvy est devenu le partenaire virtuel de La Vuelta et a lancé La Vuelta Virtual, un événement annuel en ligne permettant aux cyclistes de découvrir les étapes de La Vuelta depuis chez eux.
Rouvy est également le partenaire virtuel des organisations de triathlon PTO et Challenge Roth.